# 1100-ті до н. е.

## Правителі
- фараони Єгипту Рамсес X та Рамсес XI;
- цар Ассирії Тіглатпаласар І;
- царі Вавилонії Навуходоносор І та Елліль-надін-аплі;
- цар Еламу Шилхіна-хамру-Лагамар;